# Le Breuil-Bernard
Le Breuil-Bernard foi uma comuna francesa na região administrativa da Nova Aquitânia, no departamento de Deux-Sèvres. Estendia-se por uma área de 8,25 km². Em 2010 a comuna tinha 472 habitantes (densidade: 57,2 hab./km²).
Em 1 de janeiro de 2019, passou a formar parte da nova comuna de Moncoutant-sur-Sèvre.